# Десна (станция метро)
«Десна́» — проектируемая станция Московского метрополитена на Троицкой линии. Расположится в районе Троицк Троицкого административного округа. Открытие станции запланировано в составе участка «Новомосковская» — «Троицк» к 2030 году.

## История
В апреле 2015 года станция появилась на опубликованной НИиПИ Генплана Москвы схеме развития метро на дальнюю перспективу, где Коммунарская (ныне — Троицкая) линия была обозначена до станции «Троицк», при этом станция «Десна» была обозначена в качестве перспективной со сроком строительства до 2035 года. В сентябре 2015 года была принята очередная редакция адресной инвестиционной программы города Москвы, в которой были предусмотрены затраты на строительство и ввод в эксплуатацию участка линии метро от станции «Новомосковская» до станции «Десна» в 2024 году. Первоначально её местоположение было определено вдоль восточной стороны Калужского шоссе, южнее деревни Десна, в месте примыкания к Калужскому шоссе Центральной улицы. После пересмотра трассировки участка линии от станции «Столбово» до станции «Десёновское» в сентябре 2017 года был принят новый вариант в качестве основного при разработке проекта планировки линии, согласно которому станция изменила своё местоположение на нынешнее.
20 августа 2019 года на заседании Градостроительно-земельной комиссии был утверждён проект планировки участка «Новомосковская» — «Троицк», включающего станцию «Десна». В дальнейшем в 2023 году этот проект был пересмотрен.
20 июля 2021 года постановлением мэра Москвы утверждено наименование «Десна».
В 2023 году были утверждены измененные проекты планировки участка Троицкой линии от станции «Коммунарка» (ныне — «Новомосковская») до станции «Троицк». По состоянию на июль 2025 года ведется проектирование всех шести станций участка.

## Расположение
Станцию планируется разместить с западной стороны от Калужского шоссе, вблизи деревни Десна.